# Dél-Peru
Dél-Peru, hivatalosan Dél-perui Köztársaság (spanyolul: República Sur-Peruana) a perui-bolíviai konföderáció tagállama volt, amely a tacnai szerződés értelmében, Peru kettéosztásával jött létre 1836-ban.
Peru 1839-ben egységesült újra, amikor Chile és Argentína felszámolta az államszövetséget. Az ország egységét Agustín Gamarra állította helyre.

## Előzmények
Perut már az 1834-ben kitört belviszály de facto kettészakította. A rá következő polgárháborúba Bolíviából Andrés de Santa Cruz elnök is beavatkozott Luis José de Orbegoso perui elnök oldalán, a hatalomra törő Felipe Santiago Salaverry ellen, akit végül legyőztek.

## Az állam létrejötte és fennállása
Santa Cruz és de Orbegoso előbb Limába vonultak be, ahol 1836. augusztus 11-én hivatalosan bejelentették az Észak-perui Köztársaság megalakulását. Az év őszére elfoglalták a déli országrészt. A Tacnában megtartott kongresszuson véglegesítették Észak- és Dél-Peru különválását, valamint a perui-bolíviai államszövetség létrejöttét. Tacna lett Dél-Peru fővárosa, az új állam pedig új címert és zászlót kapott, míg Észak-Peru megtartotta a korábban használt szimbólumokat.
Bár az egyezményt rengetegen aláírták, mégis a viszonyulásuk az államszövetséghez és a két új köztársasághoz nagyon megoszlott, amely ahhoz vezetett, hogy Dél-Peru, akárcsak a másik két tagállam külön alkotmányozó gyűlést hozott létre.
Szinte azon nyomban háború és polgárháború robbant ki az új országban: egyrészt a bolíviaiak ellen, másrészt Észak- és Dél-Peru között. Utóbbiak esetében a felek az újraegyesítésben voltak érdekeltek, de mindegyik más-más irányvonalak mentén gondolta ezt.
Chile és Argentína szintén fegyverrel lépett fel Santa Cruz ellen, részben mert az emigráns peruiak Chile segítségét kérték, részben mert Santa Cruz mind a chilei, mind az argentín ellenzéket (utóbbiaknál a centralistákat) támogatta.
1837. októbere és novembere között az Antonio Gutiérrez de la Fuente vezette chilei csapatok megszállták egész Dél-Perut. Miután kiszorították őket, néhánnyal hónappal később (immár argentin segítséggel) a chileiek el tudták foglalni Dél-Perut Manuel Bulnes tábornok (későbbi chilei elnök) vezetésével.
Dél-Peru megszállása miatt Észak-Peru bejelentette kiválását az államszövetségből és még közel egy évig független államként működött tovább.
A Limához közel fekvő Portada de Guías mellett 1838. augusztus 21-én vívott csatában de Orbegoso vereséget szenvedett ugyan, de hatalmát még meg tudta tartani.
Dél-Peruban Gamarra vette át a hatalmat, aki azon dolgozott, hogy visszaállítsa hazája egységét. Időközben az északi riválisa mindjobban széthullott, mivel a belső harcok következtében de Orbegosón kívül további öt másik személy lépett fel önjelölt elnökként.
Észak- és Dél-Peru egyesítése végül az Ancash megyei Yunghainál, 1839. január 20-án megvívott döntő csatában volt lehetséges, amiben Santa Cruz döntő vereséget szenvedett.

## Vezetői
Dél-Peru első első elnöke Ramón Herrera y Rodado volt, aki 1837 és 1838 között regnált. Őt követte Juan Pío de Tristán y Moscoso, akit a chilei-argentin bevonulás fosztott meg székétől.

## Közigazgatás
Dél-Peru öt közigazgatási egységre (megyére) oszlott:
1. Arequipa
2. Ayacucho
3. Cuzco
4. Tengermellék
5. Puno

Az állam saját pénznemet, az escudó-t használta.

## Kialakulási háttér
Bár Peru felosztását, különösen a bolíviai közreműködés miatt a legtöbben ellenezték, a két térség között már évtizedekkel korábban kimutatható volt egyfajta gazdasági elkülönülés. Még a függetlenségi háború időszaka alatt volt kialakulóban olyan gazdasági-piaci meghatározottságok a déli területeken, ami főleg Cuzco köré összpontosult, amely szemben állt Limával annak vezető szerepe miatt. A déli rész az északi, főleg bányászatra támaszkodó területeket élelmiszerrel látta el. Az északi területeknek a kereskedelmi érintkezése leginkább a mostani Bolívia felé volt szoros.
Emiatt az elkülönülés miatt a kortárs elemzők sem tartották elképzelhetetlennek, hogy Dél-Peru önálló államként meg tudná állni a helyét.